# Enrico Targa
Enrico Targa (Padova, 24 maggio 1990) è un ex rugbista a 15 italiano, terza linea e capitano del Petrarca e permit player del Benetton Treviso in Pro12. È stato capitano del Petrarca dal 2012 al 2015, squadra con cui ha vinto il titolo di campione d'Italia nel 2011.